# Кампо Гранде, Вињедос Алта (Ермосиљо)
Кампо Гранде, Вињедос Алта (шп. Campo Grande, Viñedos Alta) насеље је у Мексику у савезној држави Сонора у општини Ермосиљо. Насеље се налази на надморској висини од 59 м.

## Становништво
Према подацима из 2010. године у насељу је живело 6 становника.

### Хронологија
| Година       | 2000 | 2005      | 2010 |
| ------------ | ---- | --------- | ---- |
| Становништво | 1    | 6 (3 / 3) | 6    |

### Попис
| # | Индикатор                     | Вредност |
| - | ----------------------------- | -------- |
| 1 | Укупно домаћинстава           | 13       |
| 2 | Укупно насељених домаћинстава | 2        |
| 3 | Величина локације             | 1        |